# Cantone di Montigny-le-Bretonneux
Il Cantone di Montigny-le-Bretonneux è una divisione amministrativa dell'Arrondissement di Versailles.
La riforma complessiva dei cantoni del 2014 lo ha lasciato invariato.
Comprende i comuni di:
- Guyancourt
- Montigny-le-Bretonneux